# Jamgon Kongtrül
Jamgon kongtrül is de titel van een belangrijke tulkulinie van de karma kagyütraditie in het Tibetaans boeddhisme.
De linie begint met de Tibetaanse encyclopedist en oprichter van de Rimé-beweging, Lodrö Thaye.
Na de dood van de zestiende karmapa werd de derde Jamgon kongtrül, Karma Lodrö Chökyi Sengge, een van de vier regenten van de karma kagyü, naast de veertiende shamarpa, de twaalfde tai situ en de twaalfde gyaltsab.

## Lijst van Jamgon kongtrüls
|      | Naame | Leven     | Wylie                                       |
| ---- | --- | --------- | ------------------------------------------- |
| 1.   | Lodrö Thaye | 1813-1899 | blo gros mtha' yas                          |
| 2.   | Khyentse Öser, Karse Kongtrul                                                                                      | 1904-1953 | mkhyen brtse'i 'od zer, kar sras kong sprul |
| 3.   | Karma Lodrö Chökyi Sengge                                                                                          | 1954-1992 | kar ma blo gros chos kyi seng ge            |
| 4.1. | Lodrö Cökyi Nyima (door Orgyen Trinley Dorje (17e1 karmapa) en 14e dalai lama als vierde Jamgön Kongtrul erkend    | 1995-     | blo gros chos kyi nyi ma                    |
| 4.2. | Migyur Dragpa Sengge (door Trinley Thaye Dorje (17e2 karmapa) en Penor Rinpoche als vierde Jamgon Kongtrül erkend) | 1995-     | mi 'gyur grags pa seng ge                   |